# William McKerlich
William McKerlich (anglès: William Alister Mackay McKerlich)  (Vancouver, 2 de desembre de 1936) és un remer canandenc, ja retirat, que va competir durant la dècada de 1950. És el pare del també remer Ian McKerlich.
El 1956 va prendre part en els Jocs Olímpics d'Estiu de Melbourne, on guanyà la medalla de plata en la prova del vuit amb timoner del programa de rem. Quatre anys més tard, als Jocs de Roma, revalidà la medalla de plata en la mateixa prova. En el seu palmarès també destaca una medalla d'or als Jocs de l'Imperi Britànic de 1958.